# Pieve dei Santi Ippolito e Cassiano (Le Pievi)
L'antica pieve dei Santi Ippolito e Cassiano è un edificio sacro situato a Laterina in località Le Pievi, nel comune di Laterina Pergine Valdarno, in provincia di Arezzo.

## Storia e descrizione
Presso il podere Le Pievi si conservano, inglobati in un fabbricato colonico oggi allo stato di rudere, i cospicui resti dell'antica pieve. La chiesa, fondata nell'VIII secolo, fu edificata su una villa romana. Nonostante le manomissioni subite, risulta ancora leggibile la struttura originaria, costituita da tre navatelle absidate, delimitate da due serie di cinque archi a tutto sesto poggianti su pilastri cilindrici. Una torre campanaria a sezione quadrangolare e munita di feritoie, forse utilizzata anche in funzione difensiva, è situata sul fianco sinistro della chiesa. Nelle vicinanze, sono stati rinvenuti i resti di mosaici pavimentali di una villa romana di età imperiale, oggi conservati presso la propositura di Laterina.